# Olympische Sommerspiele 2024/Teilnehmer (Vietnam)
| Gelbes Symbol für Goldmedaillen mit stilisierten Olympischen Ringen | Graues Symbol für Silbermedaillen mit stilisierten Olympischen Ringen | Braundes Symbol für Bronzemedaillen mit stilisierten Olympischen Ringen |
| ------------------------------------------------------------------- | --------------------------------------------------------------------- | ----------------------------------------------------------------------- |
| —                                                                   | —                                                                     | —                                                                       |

Vietnam nahm an den Olympischen Spielen 2024 vom 26. Juli bis zum 11. August 2024 in Paris teil. Es war die insgesamt 17. Teilnahme an Olympischen Sommerspielen.

## Teilnehmer nach Sportarten

### Badminton
Über die Race-to-Paris-Rangliste konnten sich zwei vietnamesische Badmintonspieler für die Olympischen Spiele qualifizieren.
| Athleten         | Wettbewerb | Gruppenphase  | Gruppenphase              | Gruppenphase | Gruppenphase | Achtelfinale  | Achtelfinale  | Viertelfinale | Viertelfinale | Halbfinale    | Halbfinale    | Finale / Platz 3 | Finale / Platz 3 | Rang |
| Athleten         | Wettbewerb | Gegner        | Ergebnis                  | Punkte       | Rang         | Gegner        | Ergebnis      | Gegner        | Ergebnis      | Gegner        | Ergebnis      | Gegner           | Ergebnis         | Rang |
| ---------------- | ---------- | ------------- | ------------------------- | ------------ | ------------ | ------------- | ------------- | ------------- | ------------- | ------------- | ------------- | ---------------- | ---------------- | ---- |
| Frauen           |            |               |                           |              |              |               |               |               |               |               |               |                  |                  |      |
| Nguyễn Thùy Linh | Einzel     | T. Ho         | 2:0 (21:6, 21:3)          | 1            | 2            | ausgeschieden | ausgeschieden | ausgeschieden | ausgeschieden | ausgeschieden | ausgeschieden | ausgeschieden    | ausgeschieden    | 14   |
| Nguyễn Thùy Linh | Einzel     | Zhang B.      | 0:2 (20:22, 20:22)        | 1            | 2            | ausgeschieden | ausgeschieden | ausgeschieden | ausgeschieden | ausgeschieden | ausgeschieden | ausgeschieden    | ausgeschieden    | 14   |
| Männer           |            |               |                           |              |              |               |               |               |               |               |               |                  |                  |      |
| Lê Đức Phát      | Einzel     | F. Roth       | 2:0 (21:10, 21:10)        | 1            | 2            | ausgeschieden | ausgeschieden | ausgeschieden | ausgeschieden | ausgeschieden | ausgeschieden | ausgeschieden    | ausgeschieden    | 14   |
| Lê Đức Phát      | Einzel     | H. S. Prannoy | 1:2 (21:16, 11:21, 12:21) | 1            | 2            | ausgeschieden | ausgeschieden | ausgeschieden | ausgeschieden | ausgeschieden | ausgeschieden | ausgeschieden    | ausgeschieden    | 14   |

### Bogenschießen
Beim finalen Qualifikationsturnier in Antalya konnte Vietnam einen Startplatz für den Einzelwettbewerb der Männer gewinnen. Zudem erhielt man über die Weltrangliste einen Startplatz im Einzel der Frauen, wodurch man auch im Mixed-Wettbewerb an den Start gehen kann.
| Athleten                        | Wettbewerb | Qualifikation | Qualifikation | 1. Runde  | 1. Runde | 2. Runde      | 2. Runde      | Achtelfinale  | Achtelfinale  | Viertelfinale | Viertelfinale | Halbfinale    | Halbfinale    | Finale / Platz 3 | Finale / Platz 3 | Rang |
| Athleten                        | Wettbewerb | Ringe         | Rang          | Gegner    | Ergebnis | Gegner        | Ergebnis      | Gegner        | Ergebnis      | Gegner        | Ergebnis      | Gegner        | Ergebnis      | Gegner           | Ergebnis         | Rang |
| ------------------------------- | ---------- | ------------- | ------------- | --------- | -------- | ------------- | ------------- | ------------- | ------------- | ------------- | ------------- | ------------- | ------------- | ---------------- | ---------------- | ---- |
| Frauen                          |            |               |               |           |          |               |               |               |               |               |               |               |               |                  |                  |      |
| Đỗ Thị Ánh Nguyệt               | Einzel     | 648           | 37            | M. Fallah | 5:6      | ausgeschieden | ausgeschieden | ausgeschieden | ausgeschieden | ausgeschieden | ausgeschieden | ausgeschieden | ausgeschieden | ausgeschieden    | ausgeschieden    | 33   |
| Männer                          |            |               |               |           |          |               |               |               |               |               |               |               |               |                  |                  |      |
| Lê Quốc Phong                   | Einzel     | 652           | 47            | D. Olaru  | 0:6      | ausgeschieden | ausgeschieden | ausgeschieden | ausgeschieden | ausgeschieden | ausgeschieden | ausgeschieden | ausgeschieden | ausgeschieden    | ausgeschieden    | 33   |
| Mixed                           |            |               |               |           |          |               |               |               |               |               |               |               |               |                  |                  |      |
| Đỗ Thị Ánh Nguyệt Lê Quốc Phong | Mannschaft | 1300          | 24            | —         | —        | —             | —             | ausgeschieden | ausgeschieden | ausgeschieden | ausgeschieden | ausgeschieden | ausgeschieden | ausgeschieden    | ausgeschieden    | 24   |

### Boxen
Über das erste internationale Qualifikationsturnier qualifizierte sich Võ Thị Kim Ánh im Bantamgewicht der Frauen. Beim zweiten internationalen Qualifikationsturnier in Bangkok qualifizierte sich auch Hà Thị Linh.
| Athleten       | Wettbewerb       | 1. Runde   | 1. Runde | Achtelfinale  | Achtelfinale  | Viertelfinale | Viertelfinale | Halbfinale    | Halbfinale    | Finale        | Finale        | Rang |
| Athleten       | Wettbewerb       | Gegner     | Ergebnis | Gegner        | Ergebnis      | Gegner        | Ergebnis      | Gegner        | Ergebnis      | Gegner        | Ergebnis      | Rang |
| -------------- | ---------------- | ---------- | -------- | ------------- | ------------- | ------------- | ------------- | ------------- | ------------- | ------------- | ------------- | ---- |
| Frauen         |                  |            |          |               |               |               |               |               |               |               |               |      |
| Võ Thị Kim Ánh | Klasse bis 54 kg | P. Pawar   | 0:5      | ausgeschieden | ausgeschieden | ausgeschieden | ausgeschieden | ausgeschieden | ausgeschieden | ausgeschieden | ausgeschieden | 17   |
| Hà Thị Linh    | Klasse bis 60 kg | F. Epenisa | 5:0      | Yang W.       | 0:5           | ausgeschieden | ausgeschieden | ausgeschieden | ausgeschieden | ausgeschieden | ausgeschieden | 9    |

### Gewichtheben
Über die olympische Qualifikationsrangliste der IWF qualifizierte sich ein vietnamesischer Gewichtheber im Bantamgewicht der Männer.
| Athleten       | Wettbewerb       | Reißen                | Reißen                | Stoßen        | Stoßen        | Zweikampf     | Zweikampf     | Rang |
| Athleten       | Wettbewerb       | Gewicht               | Rang                  | Gewicht       | Rang          | Gewicht       | Rang          | Rang |
| -------------- | ---------------- | --------------------- | --------------------- | ------------- | ------------- | ------------- | ------------- | ---- |
| Männer         |                  |                       |                       |               |               |               |               |      |
| Trịnh Văn Vinh | Klasse bis 61 kg | ohne gültigen Versuch | ohne gültigen Versuch | ausgeschieden | ausgeschieden | ausgeschieden | ausgeschieden | DNF  |

### Judo
Über die IJF-Weltrangliste konnte sich eine vietnamesische Judoka im Superleichtgewicht der Frauen qualifizieren.
| Athleten       | Wettbewerb       | 1. Runde   | 1. Runde | 2. Runde | 2. Runde | Achtelfinale  | Achtelfinale  | Viertelfinale | Viertelfinale | Halbfinale / Trostrunde | Halbfinale / Trostrunde | Finale / Platz 3 | Finale / Platz 3 | Rang |
| Athleten       | Wettbewerb       | Gegner     | Ergebnis | Gegner   | Ergebnis | Gegner        | Ergebnis      | Gegner        | Ergebnis      | Gegner                  | Ergebnis                | Gegner           | Ergebnis         | Rang |
| -------------- | ---------------- | ---------- | -------- | -------- | -------- | ------------- | ------------- | ------------- | ------------- | ----------------------- | ----------------------- | ---------------- | ---------------- | ---- |
| Frauen         |                  |            |          |          |          |               |               |               |               |                         |                         |                  |                  |      |
| Hoàng Thị Tình | Klasse bis 48 kg | O. Bedioui | 0:1s1    | —        | —        | ausgeschieden | ausgeschieden | ausgeschieden | ausgeschieden | ausgeschieden           | ausgeschieden           | ausgeschieden    | ausgeschieden    | 17   |

### Kanu
Bei der asiatischen Qualifikationsveranstaltung in Tokio konnte ein Startplatz im C1 der Frauen gewonnen werden.

#### Kanurennsport
| Athleten         | Wettbewerb | Vorlauf | Vorlauf | Viertelfinale | Viertelfinale | Halbfinale    | Halbfinale    | A/B-Finale    | A/B-Finale    | Rang |
| Athleten         | Wettbewerb | Zeit    | Rang    | Zeit          | Rang          | Zeit          | Rang          | Zeit          | Rang          | Rang |
| ---------------- | ---------- | ------- | ------- | ------------- | ------------- | ------------- | ------------- | ------------- | ------------- | ---- |
| Frauen           |            |         |         |               |               |               |               |               |               |      |
| Nguyễn Thị Hương | C1 200 m   | 49,74 s | 6       | 49,09 s       | 6             | ausgeschieden | ausgeschieden | ausgeschieden | ausgeschieden | 24   |

### Leichtathletik
Laufen und Gehen
| Athleten         | Wettbewerb | Qualifikationslauf | Qualifikationslauf | Vorlauf | Vorlauf | Halbfinale    | Halbfinale    | Finale        | Finale        | Rang          |
| Athleten         | Wettbewerb | Zeit               | Rang               | Zeit    | Rang    | Zeit          | Rang          | Zeit          | Rang          | Rang          |
| ---------------- | ---------- | ------------------ | ------------------ | ------- | ------- | ------------- | ------------- | ------------- | ------------- | ------------- |
| Frauen           |            |                    |                    |         |         |               |               |               |               |               |
| Trần Thị Nhi Yến | 100 m      | 11,81 s            | 1                  | 11,79 s | 7       | ausgeschieden | ausgeschieden | ausgeschieden | ausgeschieden | ausgeschieden |

### Radsport
Bei den Asien-Meisterschaften 2023 gewann Vietnam einen Startplatz für das Straßenrennen der Frauen.

#### Straße
| Athleten        | Wettbewerb    | Zeit      | Rang |
| --------------- | ------------- | --------- | ---- |
| Frauen          |               |           |      |
| Nguyễn Thị Thật | Straßenrennen | 4:10:47 h | 73   |

### Rudern
Über die asiatischen Qualifikationsregatta in Chungju erhielt Vietnam einen Startplatz im Einer der Frauen.
| Athleten     | Wettbewerb | Vorlauf     | Vorlauf | Vorlauf       | Hoffnungslauf / Viertelfinale | Hoffnungslauf / Viertelfinale | Hoffnungslauf / Viertelfinale | Viertelfinale | Viertelfinale | Viertelfinale  | Halbfinale  | Halbfinale | Halbfinale    | Finale      | Finale | Rang |
| Athleten     | Wettbewerb | Zeit        | Rang    | Qualifikation | Zeit                          | Rang                          | Qualifikation                 | Zeit          | Rang          | Qualifikation  | Zeit        | Rang       | Qualifikation | Zeit        | Rang   | Rang |
| ------------ | ---------- | ----------- | ------- | ------------- | ----------------------------- | ----------------------------- | ----------------------------- | ------------- | ------------- | -------------- | ----------- | ---------- | ------------- | ----------- | ------ | ---- |
| Frauen       |            |             |         |               |                               |                               |                               |               |               |                |             |            |               |             |        |      |
| Phạm Thị Huệ | Einer      | 8:03,84 min | 4       | Hoffnungslauf | 8:00,97 min                   | 2                             | Viertelfinale                 | 7:56,96 min   | 6             | Halbfinale C/D | 8:22,85 min | 6          | D-Finale      | 7:47,84 min | 5      | 23   |

### Schießen
Im bis zum 9. Juni 2024 laufenden Qualifikationszeitraum konnten zwei Quotenplätze gewonnen werden.
| Athleten          | Wettbewerb        | Qualifikation   | Qualifikation | Finale          | Finale        |
| Athleten          | Wettbewerb        | Ringe/ Scheiben | Rang          | Ringe/ Scheiben | Rang          |
| ----------------- | ----------------- | --------------- | ------------- | --------------- | ------------- |
| Frauen            |                   |                 |               |                 |               |
| Trịnh Thu Vinh    | 25 m Sportpistole | 587             | 4             | 16              | 7             |
| Trịnh Thu Vinh    | 10 m Luftpistole  | 578             | 4             | 198,6           | 4             |
| Lê Thị Mộng Tuyền | 10 m Luftgewehr   | 621,1           | 40            | ausgeschieden   | ausgeschieden |

### Schwimmen
Die olympische Normzeit des Weltverbandes erreichte Nguyễn Huy Hoàng über 800 Meter Freistil.
| Athleten         | Wettbewerb      | Vorlauf      | Vorlauf | Halbfinale    | Halbfinale    | Finale        | Finale        | Rang |
| Athleten         | Wettbewerb      | Zeit         | Rang    | Zeit          | Rang          | Zeit          | Rang          | Rang |
| ---------------- | --------------- | ------------ | ------- | ------------- | ------------- | ------------- | ------------- | ---- |
| Frauen           |                 |              |         |               |               |               |               |      |
| Võ Thị Mỹ Tiên   | 200 m Lagen     | 2:17,18 min  | 27      | ausgeschieden | ausgeschieden | ausgeschieden | ausgeschieden | 27   |
| Männer           |                 |              |         |               |               |               |               |      |
| Nguyễn Huy Hoàng | 800 m Freistil  | 8:08,39 min  | 28      | —             | —             | ausgeschieden | ausgeschieden | 28   |
| Nguyễn Huy Hoàng | 1500 m Freistil | 15:18,63 min | 21      | —             | —             | ausgeschieden | ausgeschieden | 21   |